# 125 Batalion WOP Międzyzdroje
125 Batalion WOP – samodzielny pododdział Wojsk Ochrony Pogranicza.

## Formowanie i zmiany organizacyjne
Na podstawie rozkazu MBP nr 043/org z 3 czerwca 1950, na bazie 8 Brygady Ochrony Pogranicza, sformowano 12 Brygadę Wojsk Ochrony Pogranicza, a z dniem 1 stycznia 1951 46 batalion OP z Międzyzdrojów przemianowano na 125 batalion WOP.
W 1956 rozformowano 125 Batalion WOP Międzyzdroje, a podległe mu strażnice włączono do batalionu portowego Świnoujście.
W 1957 odtworzono 125 batalion WOP z m.p. dowództwa w Świnoujściu. Faktycznie przeformowany na etat 352/39 batalion Portowy WOP Świnoujście przyjął nazwę 125 batalionu WOP.

## Struktura organizacyjna
- dowództwo, sztab i pododdziały przysztabowe[5] – Międzyzdroje
  - strażnica nr 69 – Wydrzany
  - strażnica nr 70 – Partyzantów
  - strażnica nr 71 – Międzyzdroje
  - strażnica nr 72 – Wisełka
  - strażnica nr 73 – Wolin

W 1955 batalionowi podlegały
- strażnica WOP Międzyzdroje
- strażnica WOP Wisełka
- strażnica WOP Międzywodzie
- strażnica WOP Wolin
- strażnica WOP Lubin
- strażnica WOP Stepnica

## Dowódcy batalionu
- kpt. Stefan Kulczyński (?–1952)
- kpt. Jan Ziemnicki (1952–?)
- mjr Feliks Sobolewski (1954–1.07.1955)[6]